# University of Rwanda

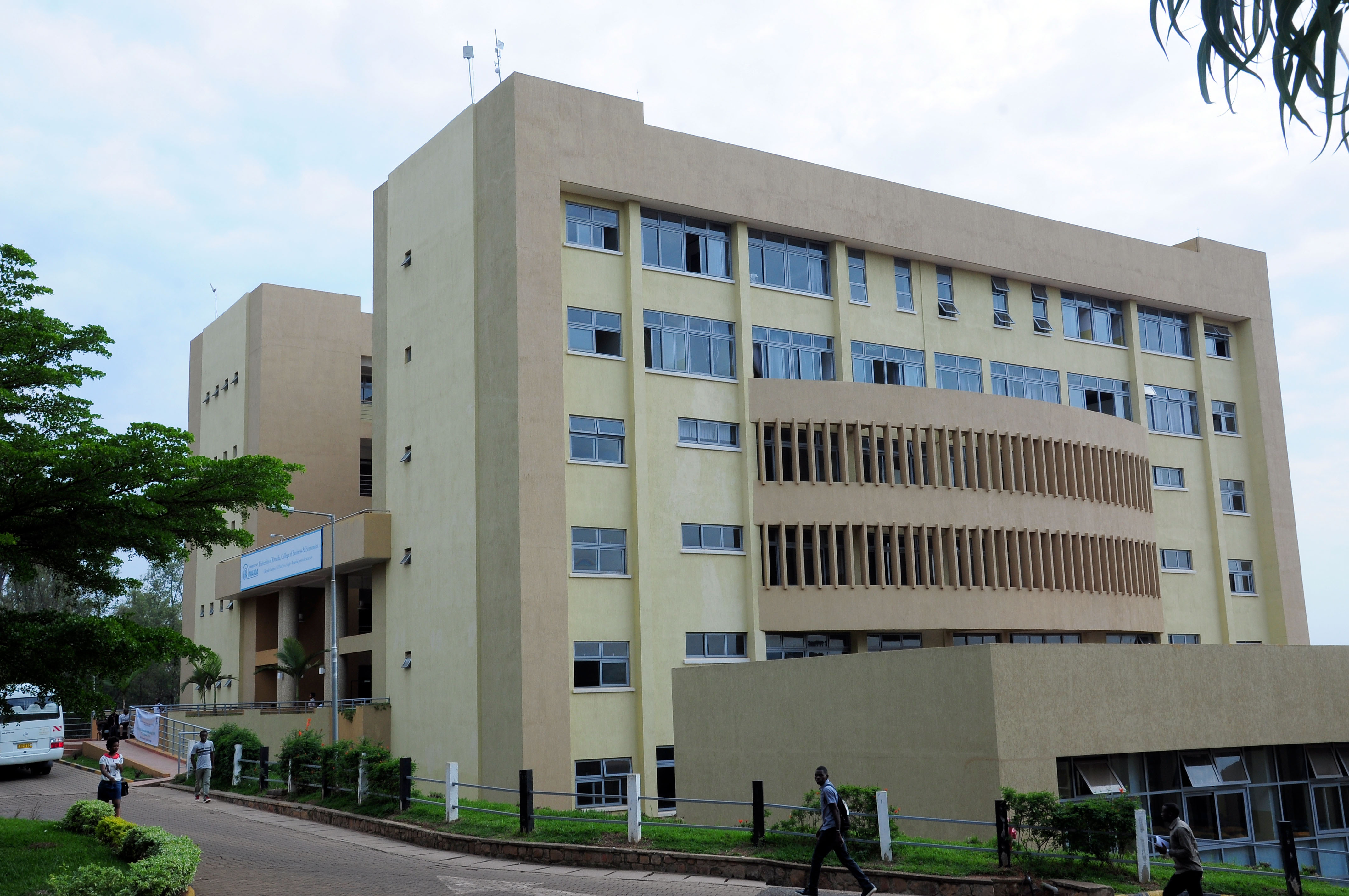
Hauptcampus in Gikondo, Kigali

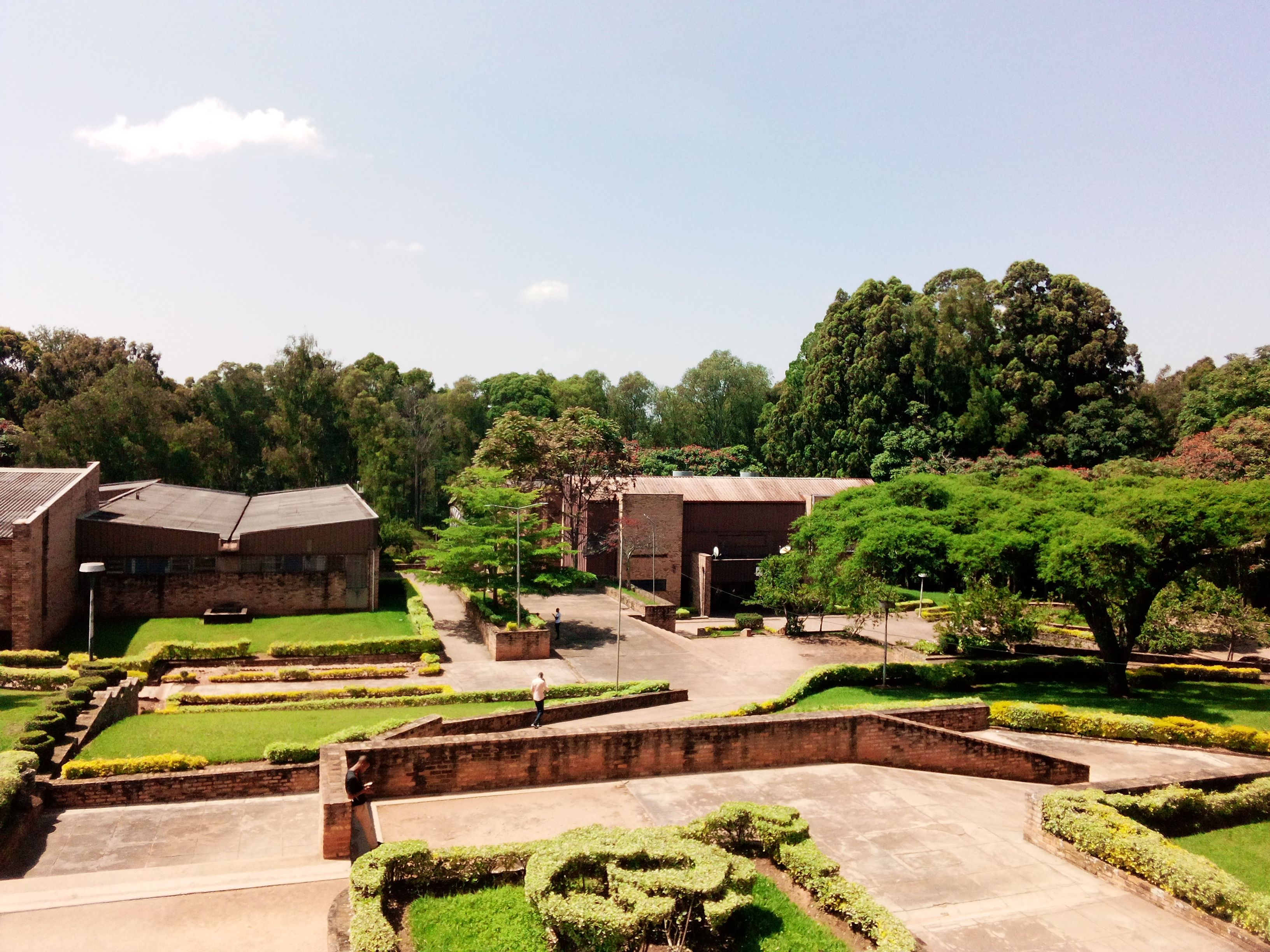
Campus in Huye

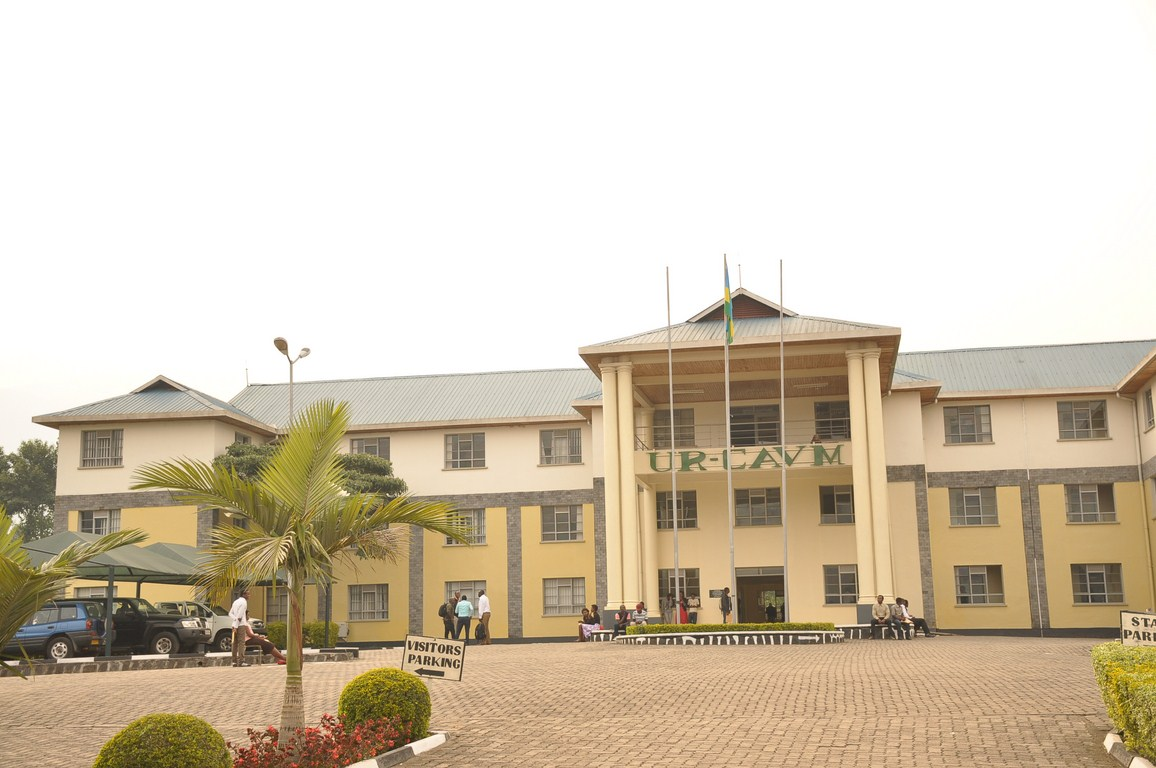
Busogo Campus

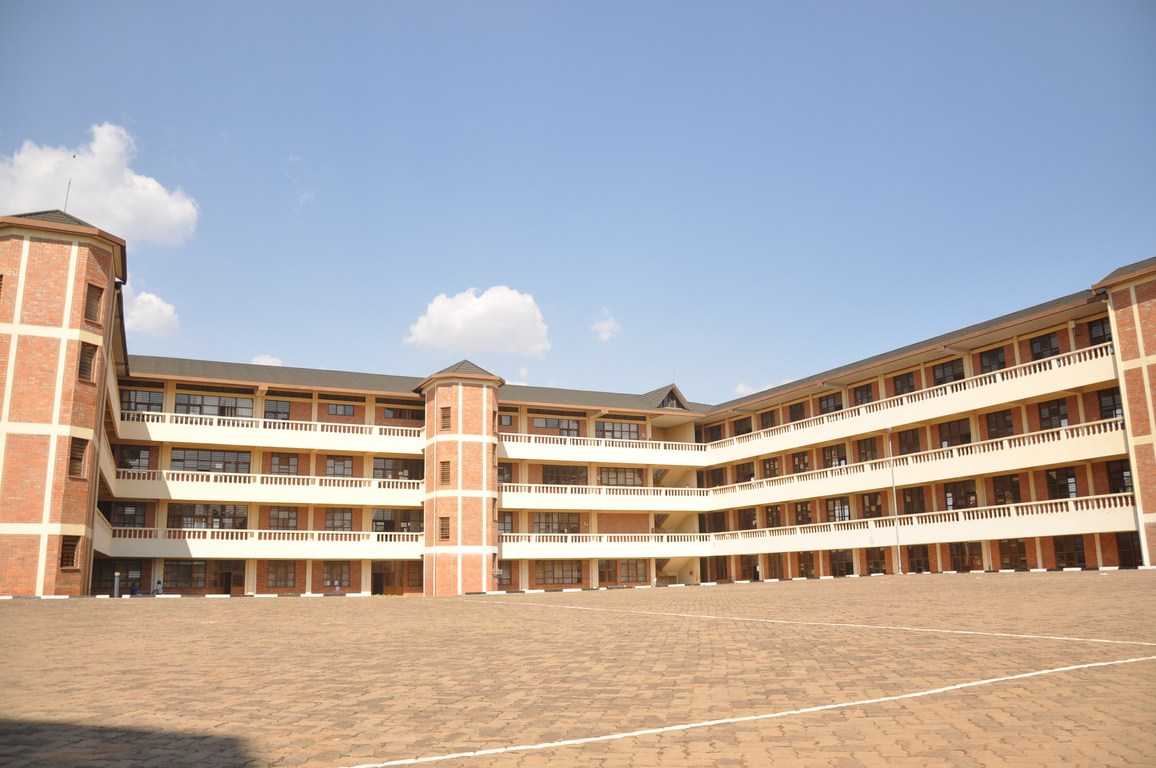
Remera Campus

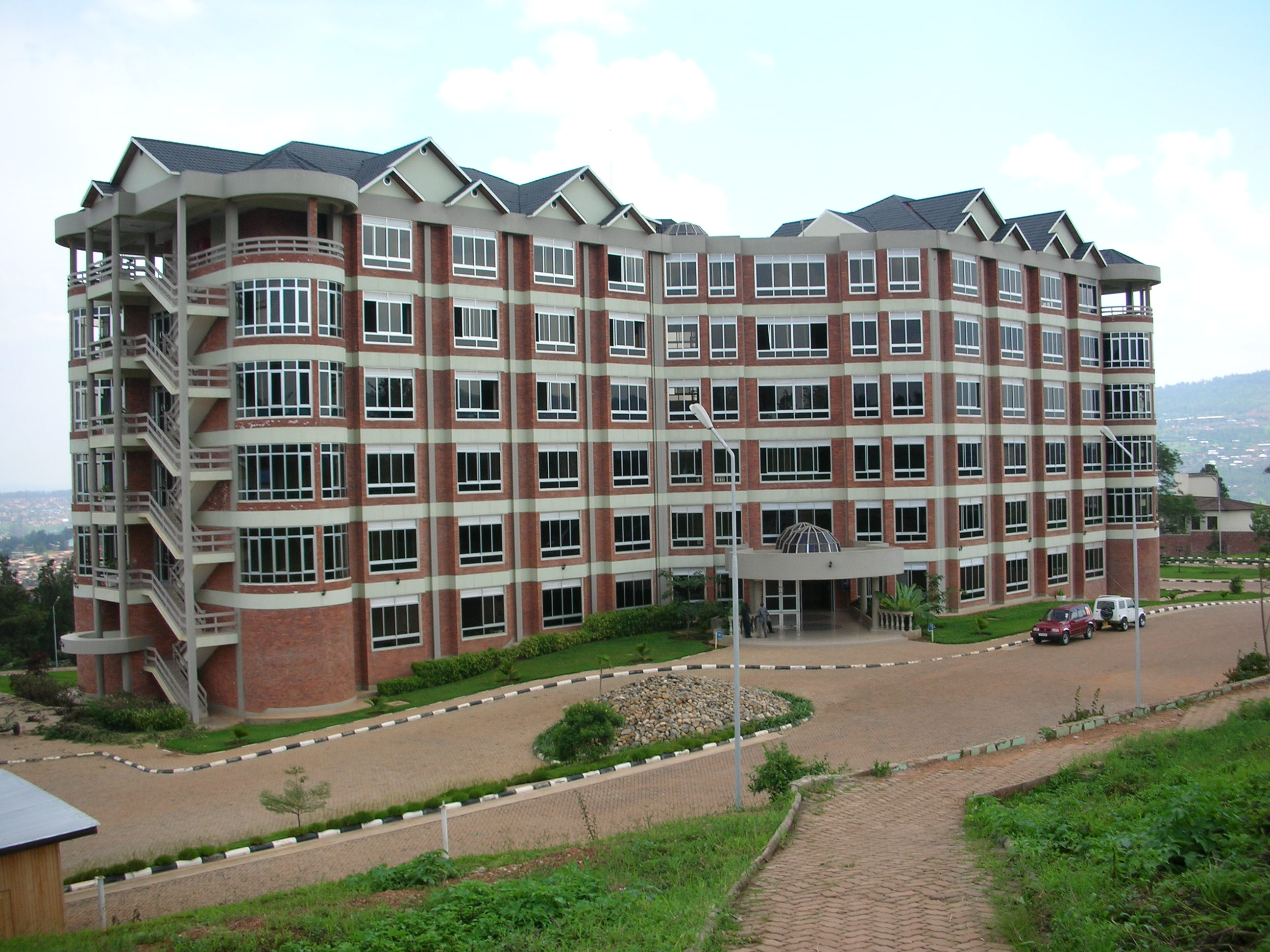
Nyarugenge Campus

Die University of Rwanda (UR) (Kinyarwanda: Kaminuza y'u Rwanda) ist eine öffentliche Hochschule mit mehreren Standorten mit Hauptsitz in Kigali, Ruanda. Die Universität wurde 2013 durch die Fusion von mehreren zuvor unabhängigen Bildungseinrichtungen gegründet und ist die größte Bildungseinrichtung in Ruanda. Sie besteht aus sechs unabhängigen und selbstverwalteten Colleges, die auf neun Campussen arbeiten. Die Universität beherbergt eine Reihe von Zentren, darunter mehrere von der Weltbank eingerichtete African Centres of Excellence. Im akademischen Jahr 2021/2022 zählte die Universität 31.506 Studierende, davon 2058 in Masterstudiengängen und 324 in Promotionsstudiengängen.

## Geschichte
Die Vorbereitungen zur Gründung der Einrichtung wurden von Professor Paul Davenport, einem Mitglied von Paul Kagames Präsidialem Beirat, übernommen, der nun den Vorsitz des Verwaltungsrats der Universität innehat. Die University of Rwanda wurde im September 2013 durch ein Gesetz des Präsidenten gegründet, mit dem die Gesetze zur Gründung der Université nationale du Rwanda und der anderen öffentlichen Hochschuleinrichtungen des Landes aufgehoben und stattdessen die UR gegründet wurde.
Mit dem Gesetz Nr. 71/2013 wurden die Verträge, Tätigkeiten, Vermögenswerte, Verbindlichkeiten und Bezeichnungen von sieben Einrichtungen auf die UR übertragen:
- National University of Rwanda (UNR)
- Kigali Institute of Science and Technology (KIST)
- Kigali Institute of Education (KIE)
- Higher Institute of Agriculture and Animal Husbandry (ISAE Busogo)
- School of Finance and Banking (SFB, Mburabuturo)
- Higher Institute of Umutara Polytechnic
- Kigali Health Institute (KHI)

Das Ziel der Fusion war es, ein Bildungszentrum mit nationaler Leitfunktion zu schaffen. An dem Aufbau und Leitung der Universität waren und sind zahlreiche Akademiker aus dem Ausland beteiligt. Die Lehrsprache an der Universität in dem vormals französischsprachigem Land ist Englisch.

## Standorte
Die Universität von Ruanda bietet Studiengänge über ihre sechs Colleges an, die auf 9 Campus verteilt sind:
- Gikondo Campus (Kigali)
- Remera Campus (Kigali)
- Nyarugenge Campus (Kigali)
- Huye Campus (schließt einen eigenen botanischen Garten ein)
- Busogo Campus
- Nyagatare Campus
- Rusizi Campus
- Rwamagama Campus

### Centres of Exellence
Im Rahmen einer fünfjährigen Partnerschaft mit der Weltbank und dem Interuniversitären Rat von Ostafrika beherbergt die Universität von Ruanda mehrere afrikanische Exzellenzzentren:
- African Centre of Excellence in Data Science (ACE-DS)
- African Centre of Excellence in biomedical engineering and e-Health (CEBE)
- African Centre of Excellence in Energy for Sustainable Development (ACEESD)
- African Centre of Excellence in Internet of Things (ACEIoT)
- African Center of Excellence for Teaching and Learning Mathematics and Science (ACEITLMS)
- African Centre of Excellence for Data Sciences (ACE-DS)

## Internationale Partnerschaften
Die UR ist an einer Reihe von internationalen Kooperationen beteiligt. Im Februar 2015 starteten die Universität Ruanda und die Michigan State University einen gemeinsamen Masterstudiengang im Bereich Agribusiness, der von der United States Agency for International Development gefördert wird und Frauen in der Landwirtschaft helfen soll. Die Swedish International Development Cooperation Agency hat die Universität mit knapp 40 Millionen US-Dollar gefördert.
Es besteht auch eine seit 1985 bestehende und auf die Vorgängerorganisationen zurückgehende Partnerschaft mit der Johannes Gutenberg-Universität Mainz.